# Корбін Блю
Ко́рбін Блю (англ. Corbin Bleu; нар. 21 лютого 1989) — американський актор, модель, танцюрист і співак. Найвідоміший за ролями у телесеріалах. Блю також займається сольною кар'єрою, випустив свій дебютний альбом «Another Side» 1 травня 2007 року. Альбом дебютував на тридцять шостій сходинці американського чату Billboard 200, продаж склав 18000 копій в перший тиждень. Блю випустив свій другий альбом «Speed of Light» 10 березня 2009 року в США.

## Ранні роки
Блю народився в Брукліні, Нью-Йорк, у сім'ї Марфи і Девіда Рейверсів. Його мати американка італійського походження, а батько ямайсько-американського походження. Блю має трьох сестер: Джеґ, Фенікс, і старша Хантер. Бувши дитиною, Блю вчився танцювати протягом декількох років, приділяючи особливу увагу балету і джазу, закінчив окружну Лос-Анджелеську середню школу мистецтв.
Займаючись танцями, Блю врешті-решт став одним з передових студентів у престижній академії танцю Деббі Аллен; потім брав участь у виставах театру, ідучи по стопах своєї матері, яка навчалась у Нью-Йорку в знаменитий Вищій школі виконавських мистецтв. Як і його батько, з'являвся в телевізійній рекламі, починаючи з дворічного віку, у рекламі продуктів. Саме в цей час він також виявив любов до танців, коли почав відвідувати джазові й балетні класи, як правило, був єдиним хлопчиком у класі. У віці чотирьох років Блю стає моделлю Агентства моделювання Форд в Нью-Йорку. Він з'являвся в рекламних оголошення у пресі для крамниць, таких як Ґеп (магазин роздрібної торгівлі одягом), Таджет (журнал), і на модних розворотах таких американських журналів як: Чайлд, Перент, і Амерікан Бейбі, а також зображувався на упаковках іграшок. У шість років Корбін з'явився у своїй першій професійній бродвейській виставі Таун Хол.

## Кар'єра
У 1996 році його родина переїхала до Лос-Анджелеса і незабаром він отримав постійну роль в телесеріалі «Швидка допомога».
Він також отримав невеликі ролі в таких фільмах, як «Солдат» з Куртом Расселом, «Генеалогічне дерево», «Загадкові люди» з Беном Стіллером, Вільямом Х. Мейсі, і Грегом Кіннер, «Галактичний квест» з Тімом Алленом, Сігурні Вівер та Аланом Рікманом, і «Шоу Аманди» з Амандою Байнс і Дрейком Беллом.
Корбін також продовжував танцювати, урешті-решт стає одним з перших студентів у престижні Деббі Аллен академії танцю. Зрештою, він, бувши на першому курсі, отримав свою першу головну роль у фільмі 2004 року Catch That Kid поряд з акторами Крістен Стюард і Максом Тіріотом.
Восени 2009 він зіграв провідну роль у фільмі Free Style у ролі Калі Браянт, і з'явився в новому шоу, поряд з актрисами Сарою Пекстон і Мішою Бартон.

## Музика

### 2008–2009: Альбом «Speed of Light»
У недавньому інтерв'ю Блю заявив, що розпочав роботу над наступним альбомом. Блю розповів: «Там буде багато відмінностей. Перш за все, він буде мати особистіший характер. Я беру участь у написанні текстів. Що стосується напрямків музики, то вони дуже різні. Я хотів би, щоб в цьому альбомі було трохи R&B і трохи поп».
У альбом увійшли треки «Закрити» і «Чемпіон», які виконувалися на концертах зі співачкою і акторкою Джастін Штайн. Альбом вийшов 10 березня 2009. Альбому не вдалося дебютувати у чартах. Альбом продавався у кількості менш ніж 4000 копій в перший тиждень.

## Фільмографія

### Телебачення
| Рік                               | Назва | Оригінальна назва                                 | Роль               | Примітки    |
| --------------------------------- | ----- | ------------------------------------------------- | ------------------ | ----------- |
| 1996                              |       | High Incident                                     | N/A                |             |
| 1996                              |       | Швидка допомога                                   | Маленький хлопчик  | Одна серія  |
| 1998                              |       | Malcolm & Eddie                                   | Мет'ю              |             |
| 2000                              |       | Cover Me: Based on the True Life of an FBI Family | Нік Елдербай       |             |
| 2001— 2002                        |       | Amanda Show                                       | Расел Картер       |             |
| 2005—2007                         |       | Flight 29 Down                                    | Натан МакХ'ю       | Ведуча роль |
| 2006— 2007                        |       | Ned's Declassified School Survival Guide          | Спенсер            | Дві серії   |
| 2006—2008                         |       | Hannah Montana                                    | Джоні Колінс       | Дві серії   |
| 2008                              |       | Jonas Brothers: Living The Dream                  | У ролі самого себе | Одна серія  |
| 2009                              |       | Фінеас і Ферб                                     | Колтрейн           | Дві серії   |
| 2009(скасований після двох серій) |       | The Beautiful Life: TBL                           | Ісаак              |             |

### Фільми
| Рік  | Назва | Оригінальна назва                         | Роль                   | Примітки                                  |
| ---- | ----- | ----------------------------------------- | ---------------------- | ----------------------------------------- |
| 1998 |       | Soldier                                   | Джоні                  |                                           |
| 1998 |       | Beach Movie                               | Дитина                 |                                           |
| 1999 |       | Family Tree                               | Рікі                   | Головна роль                              |
| 1999 |       | Mystery Men                               | Butch                  |                                           |
| 1999 |       | Galaxy Quest                              | Малий Томмі            |                                           |
| 2004 |       | Catch That Kid                            | Остін                  | Головна роль                              |
| 2006 |       | The Secret of the Magic Gourd (2007 film) | Голос                  |                                           |
| 2006 |       | Шкільний мюзикл                           | Чед Денфорс            | зроблено для телебачення (Disney Channel) |
| 2007 |       | Flight 29 Down                            | Натан МакХ'ю           | зроблено для телебачення (Showcase)       |
| 2007 |       | Jump In!                                  | Isadore «Izzy» Daniels | зроблено для телебачення (Disney Channel) |
| 2007 |       | Шкільний мюзикл: Канікули                 | Чед Денфорс            | зроблено для телебачення (Disney Channel) |
| 2008 |       | Шкільний мюзикл: Випускний                | Чед Денфорс            | Гооловна роль                             |
| 2009 |       | Free Style                                | Кейл Браянт            | Головна роль                              |